# よいこ (雑誌)
『よいこ』は、かつて小学館が発行していた幼児向け雑誌。創刊は1956年。
1995年3月号をもって、姉妹誌である同社の『めばえ』と『幼稚園』に統合する形で休刊した。

## 概要
本誌は3歳から幼稚園入園までの幼児をターゲットとし、絵本、図鑑、子供達に人気が高いテレビアニメや特撮の情報で構成されていた。本誌が刊行されていた頃の『幼稚園』の対象年齢は5歳児前後（4歳 - 小学校入学前）であった。

## 掲載作品
※本放送時に掲載された作品を記載。（）内は掲載期間を表す。

### 1960年代掲載
- オバケのQ太郎シリーズ
  - オバケのQ太郎（1965年版）※オリジナル漫画として掲載された（作・絵／藤子不二雄）（1965年8月号 - 1967年6月号）
  - 新オバケのQ太郎※オリジナル漫画として掲載された（作・絵／藤子不二雄）（1971年4月号 - 1973年4月号）
  - オバケのQ太郎（1985年版）（1985年5月号 - 1987年4月号）
- リカちゃん（1966年 - 1995年最終号）
- パーマンシリーズ（1967年3月号 - 1968年9月号、1983年5月号 - 1987年10月号）
- サザエさん（大手紙『朝日新聞』から参加）（1969年11月号 - 1970年代後半）

### 1970年代掲載
- セサミストリート（1972年5月号 - 不明）
- ジャングル黒べえ（1973年4月号 - 1974年1月号）
- ドラえもんシリーズ（1973年5月号 - 10月号、1979年5月号 - 1995年最終号）
- キキとララ（1976年 - 不明）

### 1980年代掲載
- 怪物くん（第2シリーズのみ掲載、1980年10月号 - 1982年10月号）
- 忍者ハットリくん（アニメ版のみ掲載、1981年11月号 - 1988年1月号）
- あさりちゃん（1982年2月号 - 1983年3月号）
- ゲームセンターあらし（1982年5月号 - 10月号）
- フクちゃん（1982年12月号 - 1984年4月号）
- プロゴルファー猿（1985年5月号 - 1988年4月号）
- スーパーマリオシリーズ（1985年10月号 - 不明）
- つるピカハゲ丸くん（1988年4月号 - 1989年9月号）
- キテレツ大百科（1988年5月号 - 1989年4月号）
- それいけ!アンパンマン（1988年11月号 - 1995年最終号）

### 1990年代掲載
- 愛と勇気のピッグガールとんでぶーりん（少女誌『ちゃお』から参加）（1994年11月号 - 1995年最終号）

### 掲載開始年不明作品
- NHKのおかあさんといっしょ内の人形劇
  - ブーフーウー
  - ダットくん
  - とんちんこぼうず
  - とんでけブッチー
  - うごけぼくのえ
  - ゴロンタ劇場
  - ブンブンたいむ
  - にこにこぷん - 1989年ごろまで掲載。
- 鉄腕アトムシリーズ
  - 鉄腕アトム 第1作
  - 鉄腕アトム 第2作
- 快獣ブースカ
- ロボタンシリーズ
- 悟空の大冒険
- 冒険ガボテン島（少年誌『週刊少年サンデー』から参加）
- おらぁグズラだど
- ドカチン
- ウメ星デンカ
- チビラくん
- 昆虫物語みなしごハッチシリーズ
- いなかっぺ大将
- 樫の木モック
- けろっこデメタン
- 山ねずみロッキーチャック
- ひらけ!ポンキッキ - 1989年頃まで掲載。
- モッコロくん - 藤子不二雄（現：藤子・F・不二雄）
- カリメロ(1作目のみ掲載)
- がんばれ!!ロボコン
- はじめ人間ギャートルズ
- てんとう虫の歌
- 世界名作劇場
  - フランダースの犬
  - 母をたずねて三千里
  - あらいぐまラスカル
  - ペリーヌ物語
  - 赤毛のアン
  - トム・ソーヤーの冒険
  - 家族ロビンソン漂流記 ふしぎな島のフローネ
  - 南の虹のルーシー
  - アルプス物語 わたしのアンネット
  - 牧場の少女カトリ
  - 小公女セーラ
  - 愛少女ポリアンナ物語
  - 愛の若草物語
  - 小公子セディ
  - ピーターパンの冒険
  - 私のあしながおじさん
  - トラップ一家物語
  - 大草原の小さな天使 ブッシュベイビー
  - 若草物語 ナンとジョー先生
  - 七つの海のティコ
  - ロミオの青い空(最終刊まで連載)
- ハローキティ
- ピコリーノの冒険
- ポールのミラクル大作戦
- ろぼっ子ビートン
- 5年3組魔法組
- ロボット110番
- 一発貫太くん
- 冒険ファミリー ここは惑星0番地
- 未来少年コナン
- ふしぎ犬トントン
- 森の陽気な小人たちベルフィーとリルビット
- 怪物くん - 第2シリーズのみ掲載。
- Dr.スランプ アラレちゃん（集英社の少年誌『週刊少年ジャンプ』から参加）
- 忍者ハットリくん - アニメ版のみ掲載。
- あさりちゃん
- パタリロ!（白泉社の少女誌『月刊LaLa』から参加）
- 太陽の子エステバン
- サイボットロボッチ
- フクちゃん
- Gu-Guガンモ
- オヨネコぶーにゃん
- TVオバケてれもんじゃ
- へーい!ブンブー
- 宇宙船サジタリウス
- 東映不思議コメディーシリーズ
  - もりもりぼっくん
  - おもいっきり探偵団 覇悪怒組
  - じゃあまん探偵団 魔隣組
- エスパー魔美
- ウルトラB（中央公論新社のセル画付コミックス『藤子不二雄ランド』から参加）
- ぬ〜ぼ〜
- けろけろけろっぴ
- ビリ犬
- チンプイ（中央公論新社のセル画付コミックス『藤子不二雄ランド』から参加）
- おばけのホーリー
- ちいさなおばけアッチ・コッチ・ソッチ（ポプラ社の『小さな童話』から参加）
- タイニー・トゥーンアドベンチャーズ
- ジャンケンマン
- チロリン村物語
- クレヨンしんちゃん（双葉社の漫画誌『月刊まんがタウン』から参加）
- 忍たま乱太郎（朝日小学生新聞から参加）
- ポコニャン!
- 3丁目のタマ うちのタマ知りませんか?
- 未来からきた少年 スーパージェッター
- 宇宙エース
- ウルトラシリーズ
  - ウルトラQ
  - ウルトラマン
  - ウルトラセブン
  - 帰ってきたウルトラマン
  - ウルトラマンA
  - ウルトラマンタロウ
  - ウルトラマンレオ
  - ウルトラマン80
  - アンドロメロス
- おそ松くん(1作目のみ掲載)
- ジャングル大帝
- 仮面の忍者赤影
- キャプテンウルトラ
- マッハGoGoGo
- キャプテンウルトラ
- ジャイアントロボ
- もーれつア太郎(1作目のみ掲載)
- 紅三四郎
- レッドマン
- ゲゲゲの鬼太郎 2作目
- シルバー仮面
- ミラーマン
- 快傑ライオン丸
  - 風雲ライオン丸
- 赤胴鈴之助
- 人造人間キカイダー
  - キカイダー01
- 科学忍者隊ガッチャマン
  - 科学忍者隊ガッチャマンII
  - 科学忍者隊ガッチャマンF
- サンダーマスク
- アイアンキング
- ファイヤーマン
- ジャンボーグA
- イナズマン
  - イナズマンF
- ドロロンえん魔くん
- ダイヤモンド・アイ
- ゲッターロボ
  - ゲッターロボG
  - ゲッターロボ號
- 電撃!! ストラダ5
- 正義のシンボル コンドールマン
- スーパー戦隊シリーズ（バトルフィーバーJを除く）
  - 秘密戦隊ゴレンジャー
  - ジャッカー電撃隊
  - 電子戦隊デンジマン
  - 太陽戦隊サンバルカン
  - 大戦隊ゴーグルファイブ
  - 科学戦隊ダイナマン
  - 超電子バイオマン
  - 電撃戦隊チェンジマン
  - 超新星フラッシュマン
  - 光戦隊マスクマン
  - 超獣戦隊ライブマン
  - 高速戦隊ターボレンジャー
  - 地球戦隊ファイブマン
  - 鳥人戦隊ジェットマン
  - 恐竜戦隊ジュウレンジャー
  - 五星戦隊ダイレンジャー
  - 忍者戦隊カクレンジャー
  - 超力戦隊オーレンジャー(最終刊まで連載)
- タイムボカンシリーズ
  - タイムボカン
  - ヤッターマン
  - ゼンダマン
  - タイムパトロール隊オタスケマン
  - ヤットデタマン
  - 逆転イッパツマン
- ザ・カゲスター
- ブロッカー軍団IVマシーンブラスター
- UFO戦士ダイアポロン
- マシンハヤブサ
- 長浜ロマンロボシリーズ
  - 超電磁ロボ コン・バトラーV
  - 超電磁マシーン ボルテスV
  - 闘将ダイモス
- 恐竜シリーズ
  - 恐竜探険隊ボーンフリー
  - 恐竜大戦争アイゼンボーグ
  - 恐竜戦隊コセイドン
- プロレスの星 アステカイザー
- グロイザーX
- 合身戦隊メカンダーロボ
- 氷河戦士ガイスラッガー
- 超合体魔術ロボ ギンガイザー
- 激走!ルーベンカイザー
- 超スーパーカー ガッタイガー
- 宇宙からのメッセージ・銀河大戦
- 宇宙魔神ダイケンゴー
- サイボーグ009
- 未来ロボ ダルタニアス
- ザ☆ウルトラマン
- メガロマン
- 科学冒険隊タンサー5
- 宇宙大帝ゴッドシグマ
- とんでも戦士ムテキング
- Xボンバー
- 百獣王ゴライオン
- メタルヒーローシリーズ（宇宙刑事ギャバン及び宇宙刑事シャイダーから機動刑事ジバンを除く）
  - 宇宙刑事シャリバン
  - 特警ウインスペクター
  - 特救指令ソルブレイン
  - 特捜エクシードラフト
  - 特捜ロボジャンパーソン
  - ブルースワット
  - 重甲ビーファイター(最終刊まで連載)
- 機甲艦隊ダイラガーXV
- 超時空要塞マクロス
  - マクロス7
- 光速電神アルベガス
- キン肉マン（集英社の少年誌『週刊少年ジャンプ』から参加）- 1984年ごろから掲載。
- キャプテン翼（集英社の少年誌『週刊少年ジャンプ』から参加）
- 星雲仮面マシンマン
- ビデオ戦士レザリオン
- ゴッドマジンガー
- 星銃士ビスマルク
- 兄弟拳バイクロッサー
- 忍者戦士飛影
- ドラゴンボール（集英社の少年誌『週刊少年ジャンプ』から参加）
  - ドラゴンボールZ（集英社の少年誌『週刊少年ジャンプ』から参加）- 1990年ごろまで掲載。
- マシンロボシリーズ
  - マシンロボ クロノスの大逆襲
  - マシンロボ ぶっちぎりバトルハッカーズ
- がんばれ!キッカーズ
- 仮面ライダーシリーズ
  - 仮面ライダーBLACK
  - 仮面ライダーBLACK RX
- ビックリマンシリーズ
  - ビックリマン
  - 新ビックリマン
- 仮面の忍者赤影（秋田書店の少年誌『週刊少年チャンピオン』から参加）
- 魔神英雄伝ワタル
  - 魔神英雄伝ワタル2
- 魔動王グランゾート
- まじかるハット
- ダッシュ!四駆郎
- からくり剣豪伝ムサシロード
- 江戸っ子ボーイ がってん太助
- 機甲警察メタルジャック
- 超電動ロボ 鉄人28号FX
- 仮面ライダーSD
- 勇者シリーズ
  - 勇者特急マイトガイン
  - 勇者警察ジェイデッカー
  - 黄金勇者ゴルドラン(最終刊まで連載)
- レッドバロン
- ヤマトタケル
- ミュータント・タートルズ
- 魔法使いサリー シリーズ
- コメットさん
- ミラクル少女リミットちゃん
- アルプスの少女ハイジ
- 魔女っ子メグちゃん
- 風船少女テンプルちゃん
- 透明ドリちゃん
- 花の子ルンルン
- 魔法少女ララベル
- ハロー!サンディベル
- 魔法のプリンセス ミンキーモモ
- レディジョージィ
- ぴえろ魔法少女シリーズ
  - 魔法のスターマジカルエミ
  - 魔法のアイドルパステルユーミ
  - 魔法のデザイナーファッションララ - ぴえろとセイカのコラボレーションオリジナル商品の連載化作品。
- シルバニアファミリー
- 東映不思議コメディーシリーズ
  - 魔法少女ちゅうかなぱいぱい!
  - 魔法少女ちゅうかないぱねま!
  - 美少女仮面ポワトリン
  - 不思議少女ナイルなトトメス
  - うたう!大龍宮城
  - 有言実行三姉妹シュシュトリアン
- アイドル伝説えり子
- アイドル天使ようこそようこ
- ママは小学4年生
- 花の魔法使いマリーベル
- 姫ちゃんのリボン（集英社の少女誌『りぼん』から参加）
- みかん絵日記（白泉社の少女誌『月刊LaLa』から参加）
- 赤ずきんチャチャ（集英社の少女誌『りぼん』から参加）
- 愛天使伝説ウェディングピーチ（少女誌『ちゃお』から参加）